# Дорога (фильм, 2008)
«Дорога» (исп. Camino) — фильм режиссёра Хавьера Фессера 2008 года. Сюжет фильма основан на реальной истории жизни девочки Алексии Гонсалес-Баррос, которая умерла в 14 лет, после десяти месяцев болезни. Она воспитывалась в основном по законам Опус Деи. В последние месяцы своей жизни девочка столкнулась с первой любовью. Фильм принимал участие в Кинофестивале в Сан-Себастьяне, но не получил никаких наград.
После премьеры фильма между семьей Алексии Гонсалес-Баррос и производителями фильма произошёл конфликт. Семья девочки полностью отвергла фильм. В то же время режиссёр фильма утверждает, что всё в фильме имеет под собой реальную основу.

## Сюжет
Одиннадцатилетняя девочка по имени Камино тяжело больна и она пытается справиться со своей болезнью и в то же время она учится дружить с другими детьми и познает первую любовь. Её мать — ярая католичка, волевая женщина, которая пытается принимать решения не только за себя, но и за всех своих близких.

## В ролях
- Карме Элиас — Глория исп. Gloria
- Нереа Камачо — Камино исп. Camino
- Мануэла Веллес — Нурия исп. Nuria
- Мариано Венанцио — Хосе исп. José
- Лола Касамайор — тетушка Марита исп. Tía Marita
- Ана Грация — Инес исп. Inés
- Пепе Осио — Дон Мигель Анхель исп. Don Miguel Ángel
- Жорди Даудер — Дон Луис исп. Don Luis
- Эмилио Гавира — Мистер Мееблес исп. Mr. Meebles
- Лукас Мансано — исп. Cuco

## Съемки
Часть сцен фильма были сняты в Госпитале Кармен в Сьюдад-Реаль, остальные в Мадриде и Памплоне.

## Награды
- 2008 — фильм получил 6 премий «Гойя», в том числе в номинации «Лучший фильм», «Лучшая мужская роль второго плана» (Жорди Даудер) и «Лучший оригинальный сценарий».